# Charlotte Dujardin
Charlotte Dujardin (Enfield, Greater London, Anglaterra, 13 de juliol de 1985) és una genet britànica de doma clàssica (disciplina de l'equitació coneguda a Amèrica Llatina com a ensinistrament), actual campiona olímpica de la seva especialitat i considerada el màxim exponent de doma clàssica del seu país de tots els temps.
Als Jocs Olímpics de Londres 2012 va obtenir les medalles d'or en individual i per equips muntant a "Valegro". En els Jocs Olímpics de Rio de Janeiro 2016, en el mateix cavall va repetir l'or individual, però aquesta vegada va obtenir la medalla de plata per equips.
Compta amb el rècord mundial de puntuació de la doma clàssica obtingut el 2015. A Anglaterra la sobrenomenen La noia del cavall dansant, a més a causa dels seus èxits eqüestres aconseguits va ser guardonada amb la Orde de l'Imperi Britànic per la reina Isabel II qui va declarar que "ningú munta com aquesta senyoreta".

## Carrera
Va començar a muntar als dos anys i des d'un principi va demostrar gran habilitat i talent sobre els cavalls. El seu primer gran assoliment va ser obtenir la medalla d'or al Campionat d'Europa de Doma Clàssica per equips celebrat l'any 2011 a Rotterdam. Més tard, muntant a "Valegro", va aconseguir un rècord mundial en el Grand Prix Especial, a l'abril de 2012 amb 88.022%.
En el Campionat Europeu de 2013, en Hernig, Charlotte i "Valegro" van guanyar tant el Grand Prix com el Grand Prix Especial amb 85.94% i 85.69%, respectivament.
Fins al moment compta amb tres medalles olímpiques d'or, tres medalles mundials, set europees i ha obtingut dues copes mundials.
Al febrer de 2015 va ser nomenada ambaixadora de l'Organització no governamental (ONG) The Brooke. Aquesta organització està dedicada a millorar les vides de cavalls, rucs i mules de treball als països més pobres i amb menys formació al món.

## Cavalls
Charlotte Dujardin ha participat en competicions internacionals amb els següents cavalls:
- Valegro
- Florentina
- Barolo
- Mount St John Freestyle
- Top secret
- Uthopia
- Mount St John VIP